# 13097 Lamoraal
13097 Lamoraal eller 1993 BU7 är en asteroid i huvudbältet som upptäcktes den 23 januari 1993 av den belgiske astronomen Eric W. Elst vid La Silla-observatoriet. Den är uppkallad efter Lamoraal Egmont.